# 一條恭輔
一條 恭輔（いちじょう きょうすけ、1993年3月16日 - ）は、日本の俳優。北海道苫小牧市出身。アンカット所属。

## 経歴・人物
小学校1年生からアイスホッケーを始め、北海道苫小牧工業高等学校、日本大学とアイスホッケー部に所属し、中学時代に全国優勝、高校時代に全国3位になっている。高校からはダンスにも熱中。大学卒業後は映像制作会社でアシスタントディレクターをしていたが、2016年開催のオーディションで成島出監督に見出されアンカットに所属。2024年7月末で事務所を退所し、現在はフリーで活動している。
現とまこまい観光大使。
特技はRedBull ICECROSS（ワールドランキング157位）アイスホッケー（U-16日本代表）・ブレイクダンス（世界大会出場経験あり）・空手黒帯・キックボクシング。

## 出演

### テレビドラマ
- 増山超能力師事務所（2017年、読売テレビ）男子生徒役
- 世にも奇妙な物語～2017、秋の特別編～（2017年、フジテレビ） 大岩の仲間役
- ブラックリベンジ（2017年、日テレ・読売テレビ）南條夕子の男役（第3・4話）
- コールドケース2（2018年、WOWOW）新社連の学生役（第1話）
- 大河ドラマいだてん（2019年、NHK）天狗倶楽部役（レギュラー）
- 3年A組（2019年、日テレ）ベルムズ役（第4話）
- 名探偵・明智小五郎（2019年、テレビ朝日）　角田祐太役
- 俺のスカート、どこ行った？（2019年、日テレ）たいち君役　(第7話)
- HiGH&LOW THE WORST EPISODE.O（2019年、日テレ）中・中一派　羽佐間役（レギュラー
- 警視庁ゼロ係～season4～（2019年、テレビ東京）いかつい男役（第5話）
- ルパンの娘（2019年、フジテレビ）月城悠人役（3話）
- 100文字アイデアをドラマにした！（2020年、テレビ東京）スタッフ役（第4話）
- NHK時代劇 山本周五郎ドラマ「さぶ」（2020年、NHK）人足役
- パレートの誤算～ケースワーカー殺人事件～（2020年、WOWOW）不良役（第2話）
- FAKE MOTION -卓球の王将-（2020年4月9日 - 5月27日、日本テレビ） - 御茶ノ水栄明学院高校 役
  - FAKE MOTION –たったひとつの願い-（2021年1月21日 - ） - 御茶ノ水栄明学院高校 役'
- 監察医 朝顔第2シーズン（2020年、フジテレビ）佐々木拓郎役（第1話）
- 俺の家の話（2021年、TBS）体験入門の弟子役（第7話）
- さまよう刃～（2021年、WOWOW）増子役（第5話）
- 妻、小学生になる。 第2話（2022年1月28日、TBS）
- ミステリと言う勿れ 第6話・第7話（2022年2月14・21日、フジテレビ）
- DCU〜手錠を持ったダイバー〜 第5話（2022年2月20日、TBS）- 大竹恭一郎 役[5]
- 未来への10カウント　第1話（2022年4月14日、テレビ朝日） - ヨウスケ 役
- ナンバMG5 第3話 -（2022年5月4日 -、フジテレビ）- 斎藤ヒロ 役
- 孤独のグルメ Season10 第5話 （2022年11月5日、テレビ東京）- 常連客 役
- クロサギ 第6話 -（2022年11月25日 -、TBS）- シロサギ 役
- シガテラ 第11話 -（2023年6月16日 -、テレビ東京）- 小笠原 役
- ONE DAY〜聖夜のから騒ぎ〜 第3話 - 第9話（2023年10月9日 - 12月18日、フジテレビ）神林淳 役
- 高速を降りたら（2024年3月19日、NHK総合・NHK BSプレミアム4K）八木 役[6]
- 奪われた僕たち（2024年4月12日 - 5月17日、毎日放送） - 千葉信一郎 役[7]
- 民王R 第5話（2024年11月19日、テレビ朝日） - 警察官 役

### 映画
- ちょっと今から仕事やめてくる（2017年）レギュラー社員役
- 未成年だけどコドモじゃない（2017年）屈強な男役
- 累-かさね-（2018年）パリサイ人役
- スーパーミキンコリニスタ（2019年）助監督一條役
- 愛唄-約束のナクヒト-（2019年）冴子付き人役
- 麻雀放浪記2020（2019年）ふんどし店員役
- 空母いぶき（2019年）西野役
- グッドバイ～嘘からはじまる人生喜劇～（2020年）強盗役
- 今日から俺は‼︎劇場版（2020年）一條新吾役
- 東京リベンジャーズ（2021年）愛美愛主副総長役
- 映画ネメシス黄金螺旋の謎（2023年）ジロー役
- シサム（2024年）ポコチョカㇻ役
- 雪子 a.k.a.（2025年）

### 配信ドラマ
- シコふんじゃった!（2022年10月26日、ディズニープラス） - 貝原 役

- 仮面ライダーBLACK SUN（2022年10月28日、Amazon Prime Video） - 切り裂かれる男 役

- First Love 初恋（2022年11月24日、Netflix） - 保田哲也 役
- 今日からラブリーマン（2023年11月4日、TELASA）- 雑魚キャラ 役
- No Activity シーズン2（2024年9月13日、Amazon Prime Video）- 三原武 役
- 幸せカナコの殺し屋生活（2025年3月14日、DMM TV）- ラッパー役